# Jetzt schämst du dich!
Jetzt schämst du dich! ist das offizielle Debütalbum der Kölner HipHop-Formation Huss und Hodn. Die Erstauflage erschien im Juni 2007 auf CD, das auf 500 Exemplare limitierte Doppelvinyl im Februar 2008 und eine Wiederveröffentlichung auf CD mit Bonustracks im Juni 2008.

## Titelliste
| #  | Titel                           | Produzent             | Feature(s)    |
| -- | ------------------------------- | --------------------- | ------------- |
| 1  | Intro                           | Retrogott             |               |
| 2  | Pornofilmkaese                  | Retrogott             |               |
| 3  | Yo, Kurt                        | Retrogott             |               |
| 4  | Radiowecker                     | Hulk Hodn             |               |
| 5  | Strassenraep                    | Hulk Hodn             |               |
| 6  | Gangsterberuf                   |                       |               |
| 7  | Rokin ’                         | Retrogott             |               |
| 8  | Hurensohnologie                 | Hulk Hodn             |               |
| 9  | Hast Du Einen Cut               |                       |               |
| 10 | Stelldichnichsoan               | Hulk Hodn & Retrogott |               |
| 11 | Fresh Und Unbekannt             | Hulk Hodn             |               |
| 12 | Pappmensch                      |                       |               |
| 13 | Viel Stress                     | Retrogott             | Sylabil Spill |
| 14 | Jetzt Schämst Du Dich           |                       |               |
| 15 | Nich So Schwuu                  | Hulk Hodn & Retrogott |               |
| 16 | Rapper Wie                      |                       |               |
| 17 | Der Erste                       |                       |               |
| 18 | Interlude                       |                       |               |
| 19 | Outro                           |                       |               |
| 20 | Arschgestopft (Bonus Track)     |                       |               |
| 21 | Garnichtsohart (Bonus Track)    |                       |               |
| 22 | Hochstapler (Bonus Track)       |                       |               |
| 23 | Scheisse Am Schuh (Bonus Track) |                       |               |
| 24 | Bammbox (Bonus Track)           |                       |               |
| 25 | Atomgott (Bonus Track)          |                       |               |

Des Weiteren existieren ein Hidden Track auf der CD-Erstauflage und ein weiterer Bonustrack (Rap Scheisst Auf Dich) auf dem Doppelvinyl.